# Austagram
Austagram è un sottodistretto (upazila) del Bangladesh situato nel distretto di Kishoreganj, divisione di Dacca. Si estende su una superficie di 355,53 km² e conta una popolazione di 152.523  abitanti (censimento 2011).